# Vigdís Finnbogadóttir
Vigdís Finnbogadóttir (Reikiavik, Islandia, 15 de abril de 1930) es una política islandesa, que ejerció como la cuarta presidenta de su país en el periodo comprendido entre 1980 y 1996, siendo reelegida en 1984, 1988 y 1992. Fue la primera mujer del mundo en ser elegida presidenta de una república y la mujer que cuenta con el mandato más largo con 16 años exactos. Actualmente es embajadora de Buena Voluntad de la Unesco.

## Biografía
Su padre fue Finnbogi Rútur Þorvaldsson, ingeniero civil y profesor de la universidad de la capital, y su madre Sigríður Eiríksdóttir, presidenta de la Asociación Nacional de Enfermeras durante 36 años, tuvieron dos hijos: Vigdís y luego un hijo un año más tarde. Después de pasar el examen de matriculación en 1949, Vigdís estudió francés y literatura francesa en la Universidad Grenoble Alpes y La Sorbona en París de 1949 a 1953, más tarde estudió historia del teatro en la Universidad de Copenhague. Luego obtuvo un título de grado en francés e inglés, así como un certificado de posgrado profesional en educación en la Universidad de Islandia.
Se casó con el médico Ragnar Arinbjörn en 1954 pero se divorció en 1963. En 1972 a los 41 años, luego de un enfrentamiento con la justicia, adoptó una niña llamada Astridur, siendo la primera mujer soltera a la que se le permitió adoptar.
Participó entre los años 1960 y 1970 en numerosas protestas contra la presencia militar estadounidense en Islandia y contra la permanencia de Islandia en la OTAN(organización del tratado del Atlántico norte).

## Carrera artística y académica
Después de graduarse comenzó su carrera impartiendo clases de teatro y francés en la universidad y trabajó en teatro experimental. Trabajó con la Compañía de Teatro Reykjavík de 1954 a 1957 y de nuevo de 1961 a 1964. Durante los veranos también trabajó como guía turística, creando los primeros cursos de formación para guías turísticos en el país. Enseñó francés en el Menntaskólinn í Reykjavík entre 1962 y 1967, y en el Menntaskólinn við Hamrahlíð de 1967 a 1972. También enseñó por un tiempo en la Universidad de Islandia y la RÚV, la televisión estatal islandesa.
Fue directora artística de la Compañía Teatral de Reykjavík (Leikfélag Reykjavíkur) y más tarde en el Teatro Municipal de 1972 a 1980, bajo su tutela la compañía comenzó a favorecer la adaptación de obras escritas por autores nacionales. De 1976 a 1980 fue miembro del Comité Asesor de Asuntos Culturales de los países nórdicos.
En 1996 se convirtió en la fundadora del Consejo de Mujeres Líderes Mundiales de la Escuela de Gobierno John F. Kennedy de la Universidad de Harvard. Dos años más tarde fue nombrada presidente de la Comisión Mundial de la Unesco para la Ética y el Conocimiento Científico y Tecnológico de la Unesco. Defiende a modo personal la diversidad lingüística, los derechos de la mujer, la ecología y la educación.

## Presidencia de Islandia
El movimiento femenino islandés tiene una larga historia. Durante el Año Internacional de la Mujer en 1975, las mujeres islandesas generaron gran atención cuando organizaron una huelga general con un 90% de adhesión para protestar por una igual remuneración por el mismo trabajo. En las elecciones presidenciales de 1980 el movimiento se centró en la elección de una mujer. Después de mucha persuasión Vigdís aceptó competir contra tres candidatos masculinos. Fue la primera mujer en el mundo en ser elegida como jefa de estado en una elección democrática, a pesar de ser madre soltera y divorciada. Fue elegida por escaso margen con el 33,6% del voto nacional, mientras que su rival más cercano obtuvo el 32,1%. Se hizo muy popular y posteriormente fue reelegida tres veces, en 1984 sin oposición, en 1988 con el 94,6% de votos contra otra mujer, y en 1992 nuevamente sin oposición. En 1996 decidió abandonar el cargo y una nueva reelección. Fue sucedida por Ólafur Ragnar Grímsson.
Aunque la presidencia islandesa es en gran parte una posición ceremonial, Vigdís tomó un papel activo como activista ambiental promoviendo un programa de reforestación de Islandia, con los derechos de las mujeres, y en la lucha por la lengua y la cultura islandesa actuando como embajador cultural al promover su país.
Enfatizó el papel de las naciones pequeñas y organizó la Cumbre de Reikiavik entre Ronald Reagan y Mijaíl Gorbachov en 1986. Trabajó especialmente para promover la educación de las niñas. Fue consciente de su papel como modelo para las mujeres jóvenes.
En una encuesta nacional en 2005 fue elegida com una de las mejores figuras políticas, incluso por delante del entonces presidente Ólafur Ragnar Grímsson.

## Retiro y jubilación
Desde 1998 Vigdís ha sido Embajadora de Buena Voluntad de la UNESCO para los idiomas. También es miembro del comité de honor de la Fundación Chirac desde 2008, y miembro del Club de Madrid.